# Galina Michailowna Popowa
Galina Michailowna Popowa (russisch Галина Михайловна Попова, engl. Transkription Galina Popova, geb. Виноградова – Winogradowa – Vinogradova; * 2. Juni 1932 in Moskau; † 17. Dezember 2017) war eine russische Sprinterin und Weitspringerin, die für die Sowjetunion startete.
Im Weitsprung wurde sie Fünfte bei den Europameisterschaften 1954 in Bern und siegte bei den Weltfestspielen der Jugend und Studenten 1955. Am 11. September stellte sie in Moskau mit 6,28 m einen Weltrekord auf, den sie am 18. November bei den Sowjetischen Meisterschaften auf 6,31 m verbesserte.
Über 100 Meter erreichte sie bei den Olympischen Spielen 1956 in Melbourne das Halbfinale. 1957 gewann sie Bronze bei den Weltfestspielen der Jugend und Studenten und Silber bei den Weltuniversitätsspielen. Bei der Universiade 1961 folgte Silber über dieselbe Distanz.
Bei den Europameisterschaften 1962 in Belgrad schied sie über 100 Meter im Halbfinale aus und wurde mit der sowjetischen Mannschaft im Finale der 4-mal-100-Meter-Staffel disqualifiziert.
1964 erreichte sie bei den Olympischen Spielen in Tokio über 100 Meter erneut das Halbfinale und wurde Vierte in der 4-mal-100-Meter-Staffel.
Viermal wurde sie Sowjetische Meisterin über 100 Meter (1955, 1956, 1959, 1964), zweimal über 200 Meter (1959, 1963) und einmal im Weitsprung (1955).

## Persönliche Bestleistungen
- 100 m: 11,4 s, 27. Juni 1959, Warschau
- 200 m: 23,4 s, 3. Juli 1963, Moskau
- Weitsprung: 6,31 m, 18. November 1955, Tiflis